# Sörrå, Måsta och Björka
Sörrå, Måsta och Björka var en av SCB avgränsad och namnsatt småort i Hudiksvalls kommun, Gävleborgs län. Den omfattade bebyggelse i grannbyarna Sörrå, Måsta och Björka i Hälsingtuna socken. Området sammanväxte och uppgick i tätorten Hudiksvall 2015.